# Patricia Briggs
Patricia Briggs (narozena 1965) je americká spisovatelka. Narodila se v Butte, v Montaně, a žila v nejrůznějších městech amerického severozápadu. Momentálně se usídlila ve státě Washington. Nejvíce se proslavila svou městskou fantasy sérií o Mercy Thompson.

## Spisovatelská dráha
Patricia začala psát v roce 1990 a o tři roky později vydala svůj první román Masques (Masky). Ale s touhle knihou příliš velký úspěch nesklidila a málem to předčasně ukončilo její kariéru. Její druhý román Steal the Dragon (Riallina hra), se ale prodával mnohem lépe a získal příznivé ohlasy i u kritiky. Kariéra Briggs se tak pomalu ale jistě rozbíhala, získávala si stále více fanoušků.
Postupem času začala pracovat na vícedílných sériích. Vydala dvě dualogie, Dragon Bones (Dračí kosti) a Dragon Blood (Dračí krev), a Raven's Shadow a Raven's Strike, než se pustila do podstatně rozsáhlejšího díla.
Autorka si i přes vícedílné série zakládá na tom, aby byl děj knihy vždy ukončen. Čtenáře tak nikdy neopustí v dramatické situaci, kdy by musel netrpělivě čekat na další díl, aby zjistil, co se vlastně stalo. Ani nic takového dělat nepotřebuje, protože její knihy si své čtenáře vždy najdou.
Po dokončení poslední ryze fantasy knihy se však cítila vyčerpaná a jak sama říká, nebavilo ji už zjišťovat jaké metody se přesně používaly na tkaní řežného plátna. Dala si na čas od psaní pauzu, ale její editorka ji požádala, jestli by nechtěla napsat nějakou moderní městskou fantasy. Vydavatelé cítili silný potenciál od tohoto žánru a Patricii se myšlenka, že by nemusela složitě vymýšlet originální svět, také zalíbila. Podepsali tedy smlouvu na tři knihy. Hned první z nich, Moon Called (Měsíční píseň), se prodávala mnohem lépe než její předchozí romány. Dostala se dokonce na seznam bestsellerů sestavený USA Today. Druhý díl, Bloud Bound (Krevní pouto) se zase umístila v žebříčku bestsellerů New York Times. Třetí kniha, Iron Kissed (Železný polibek), obsadila dokonce první místo tohoto prestižního žebříčku.
Ačkoliv u nás máme k dispozici zatím pouze první dva díly, v zahraničí se již čtenáři dočkali dvou dalších pokračování – Bone Crossed a Silver Borne. Patricia už navíc podepsala smlouvu na další dvě pokračování, přičemž šestý díl je avizovaný na jaro 2011.
Na motivy jejích knih byl vydán i čtyřdílný komiks Mercy Thompson: Homecoming, jehož první díl vyšel v listopadu 2008.
Při psaní se ale občas v příběhu objeví postavy, které se v danou chvíli jen michnou a zase zmizí. Stejně jako Charles Cornick. Patricii mrzelo, že mu nemůže dát více prostoru, ale nakonec se uchlácholila myšlenkou, že v budoucí sérii to určitě napraví. Když jí však její editorka zavolala, jestli by nenapsala krátkou povídku do antologie On the Prowl, chopila se příležitosti a vznikl tak začátek budoucí serie Alfa & Omega, která sdílí s Mercy Thompson stejný svět, ale odehrává se na časové ose o chvilku dříve. V tuto chvíli jsou vydané dva díly, Cry wolf a Hunting Ground, ale na zimu 2011 se chystá díl třetí.

### Romány
- Série Sianim
  - Masques (1993)
  - Steal the Dragon (Riallina hra) (1995)
  - When Demons Walk (1998)
- The Hob's Bargain
- Hurog Duology
  - Dragon Bones (2002)
  - Dragon Blood (2003)
- Raven Duology
  - Raven's Shadow (2004)
  - Raven's Strike (2005)

#### Série Mercy Thompson
- Moon Called (2006) / Měsíční píseň (2009)

Mercy musí pomoct Adamovi, alfovi místní vlkodlačí smečky, osvobodit jeho dceru z rukou lidí a vlkodlaků, kteří chtějí testovat nový druh léku/drogy právě na vlkodlacích. Kvůli tomu musí požádat o pomoc maroka, vůdce všech vlkodlaků na americkém kontinentu, což ovšem znamená vrátit se nejen na místo, které opustila ne právě v nejlepším rozpoložení, ale i k Samuelovi, kterého kdysi milovala, ale s nímž si zároveň ublížili natolik, že neví, co má čekat. Samuel se však rozhodne vrátit se s ní do Tri-Cities, aby ji získal zpět.
- Blood Bound (2007) / Krevní pouto (2010)

Mercy požádá o pomoc její upíří kamarád Stefan, aby se s ním vydala na lov démonem posedlého upíra, který má zhoubný vliv na všechno ve svém okolí. Ačkoliv jí to všichni nejdříve rozmlouvají, démon-upír jí postupně bere jednu milovanou osobu po druhé a Mercy zjistí, že je jediná, která se mu opravdu může postavit, ačkoliv je ten nejslabší článek v celé té přehlídce mytických potvor. Do toho všeho řeší osobní problémy a zmatenost mezi dvěma muži – Adamem Hauptmanem, alfou smečky kolubmijského?? poříčí a její někdejší láskou Smauelem Cornickem, který se k ní nastěhoval, aby měl bezpečné zázemí, kde se porvat sám se sebou a svým vlkem.
- Iron Kissed (2008) / Železný polibek (podzim 2010)

V rezervaci Walla Walla, kterou obývají fae, dojde k několika vraždám. A jelikož Mercy má jisté přednosti, které by mohly pomoct vypátrat vraha, požádá ji o asistenci její někdejší zaměstnavatel Zee. Toho však mezitím obviní, že je vrahem a tak si Mercy musí s neochotou fae poradit sama. Než se jí to konečně povede, definitivně se rozhodně mezi Adamem a Samuelem.
- Bone Crossed (2009) / Zkřížené hnáty (únor 2011)

Mercy je označena jako nepřítel místního upířího klanu, protože zabila Andreho, pravou ruku Paní, Marsillie. Stane se Adamovou družkou a odjede do Spokane, aby na čas vyklidila pole před klanem. Ve "vyhnanství" se ale snaží pomoct své někdejší spolužačce z vysoké, která má v domě pár neposedných duchů. Jak ale Mercy brzy zjistí, duchové jsou ten menší problém, který by měl Amber trápit.
- Silver Borne (2010) / Stříbrná relikvie (červen 2011)

Když se Mercy Thompsonová pokusí vrátit mocnou faeskou knihu, kterou si před nějakou dobou vypůjčila, najde knihkupectví prázdné a zavřené. Zdá se, že kniha obsahuje tajné informace – a fae udělají naprosto vše, aby nepadla do nesprávných rukou.
A jako by to nestačilo, Mercyin přítel Samuel bojuje se svou vlčí stránkou a Mercy ho musí krýt, aby ho vlastní otec neodsoudil k smrti.
Když se to tak vezme, zažila Mercy už lepší dny. A pokud si nedá dobrý pozor, dlouho nepřežije…
- River Marked / Říční znamení (prosinec 2011)

Mercy Thompsonová vždy věděla, že je jiná, a nejen proto, že dokázala přinutit motor Volkswagenu poslouchat na slovo. Mercy je kožoměnec, což zdědila po dávno zesnulém otci. Ještě nikdy se nesetkala s nikým, kdo by byl jako ona. Tedy až doposud.
V hlubinách řeky Columbia se k životu probudilo zlo – a někdo z lidu jejího otce by o něm mohl něco vědět. A pokud mají Mercy a její druh, alfa vlkodlak Adam, přežít, budou potřebovat pomoc…

#### Alpha and Omega Series
Odehrává se ve stejném světě jako Mercy Thompson
- Alpha and Omega: On the Prowl (2007)

Anna se nebála noci, dokud nezjistila, že se v ní skrývají monstra. Když ale přežila brutální útok vlkodlaka, sama se jedním takovým monstrem stala. Tři roky byla nejzbytečnějším a nejpostradatelnějším členem smečky, naučila se držet hlavu neustále skloněnou a nikdy, nikdy nevěřit dominantním mužům. Jenže Anna je nejvzácnější druh vlkodlaka, jaký může být: je Omega. A jeden z nejdominantnějších a nejmocnějších vlkodlaků v zemi, Charles Cornick, zjistí, jakou má pro smečku opravdu cenu – a že je jeho družka.
- Cry Wolf (2008)

Během necelého týdne se Annin život obrátil naruby. Zbavila se svých tyranů, získala druha a nový domov. Jenže s Charlesem se znají sotva pár dní, když ji přiveze do Montany, a ona má za sebou tři příliš strašlivé roky, než aby všechno mohlo být ideální. A do toho všeho se kolem potuluje podivný nebezpečný vlkodlak, za kterým stojí někdo ještě nebezpečnější.
- Hunting Ground (2009)

Vlkodlaci následují fae a vystupují na veřejnost. Než se tak ale stane, vlkodlaci z celého světa se sejdou v Seattlu, aby si vyslechli, co jim k tomu může říct marok, vůdce severoamerických vlkodlaků a hlavní iniciátor nápadu. Toho však na konferenci zastupuje jeho syn Charles Cornick. Spolu se svou družkou Annou se pak musí vypořádat nejen s pár nepříjemnými a neochotnými bestiemi, ale i s vrahem.

### Krátké povídky – Antologie
- The Price v Silver Birch, Blood Moon (by Terri Windling and Ellen Datlow)
- Alpha and Omega v On the Prowl (2007) (Odehrává se ve stejném světě jako Mercy Thompson)
- Star of David v Wolfsbane and Mistletoe (2008) (Odehrává se ve stejném světě jako Mercy Thompson. Postavy ze série Mercy Thompson)
- Seeing Eye in Strange Brew (2009) (Odehrává se ve stejném světě jako Mercy Thompson. Postavy ze série Alfa & Omega)